# Estinzione delle Ammonoidea
Le ammoniti sono molluschi cefalopodi, comparsi nel Devoniano Inferiore (Emsiano), circa 400 milioni di anni fa, ed estintisi intorno al limite tra Cretaceo e Terziario (65 ± 0,3 Ma).
Gli ammonoidi sono tra gli invertebrati fossili più noti al grande pubblico e tra le forme in assoluto più utilizzate in stratigrafia per la datazione delle rocce sedimentarie: le successioni stratigrafiche marine sono infatti per la maggior parte datate e correlate a scala regionale e globale utilizzando biozonazioni ad ammoniti. La totale estinzione di questo gruppo dopo una storia evolutiva che ne testimonia lo straordinario successo lungo tutto il Paleozoico Superiore e il Mesozoico (465 milioni di anni), insieme a numerosi altri taxa, ha mosso numerose ipotesi e dibattiti accesi tra i ricercatori.

## Sintesi degli eventi biologici e geodinamici
Non è certo questa la sede per una disamina dettagliata dei dati e delle ipotesi sui motivi del noto evento di estinzione generalizzata occorso tra Cretaceo e Paleogene, che segna la transizione fra le ere mesozoica e cenozoica. Scopo di questa voce è il riepilogo dei dati relativi al gruppo faunistico oggetto di questa trattazione, e una sintesi delle ipotesi di tipo paleo-ecologico al riguardo. 
- In tutto il Cretaceo Superiore, gli ammonoidi erano un gruppo complessivamente in declino, per una serie di fattori ecologici probabilmente in parte di ordine climatico (connessi ad un raffreddamento generalizzato del clima)[2] e in parte dovuti alla comparsa di nuovi gruppi faunistici (comparsa dei mosasauri, esclusivi del Cretaceo Superiore, nuova espansione delle belemniti) fortemente indiziati per essere predatori di ammoniti; sono registrati anche eventi di estinzione a breve termine relazionabili principalmente con regressioni del livello marino. I quattro principali eventi di estinzione del Cretaceo Superiore sono: 
  - Santoniano-Campaniano,
  - Campaniano-Maastrichtiano
  - Maastrichtiano superiore
  - Maastrichtiano terminale

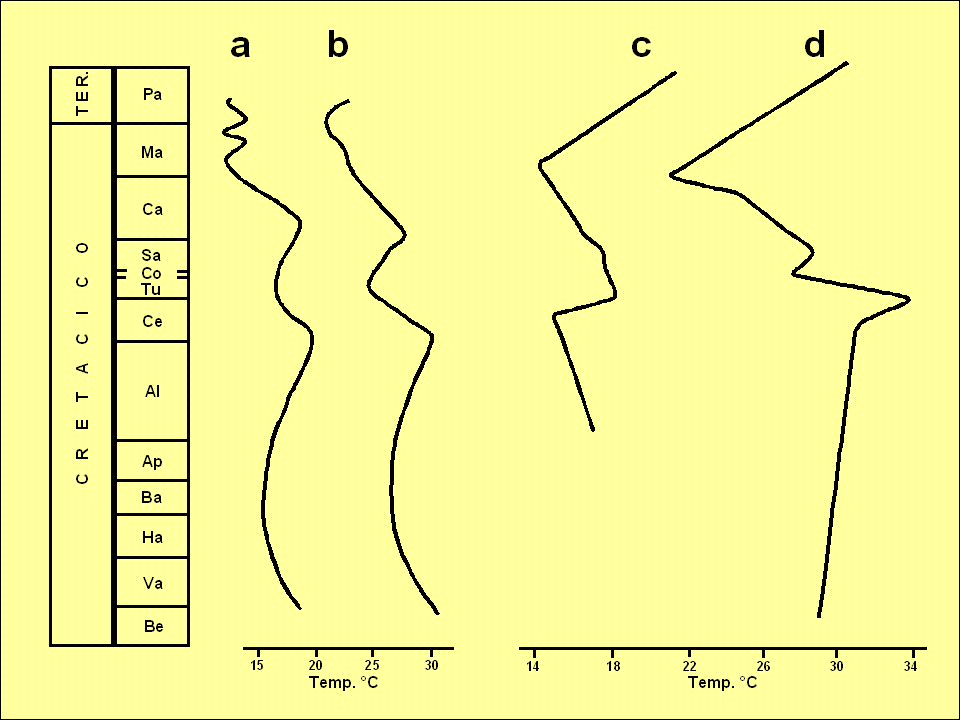
Curve di temperatura delle acque nel Cretaceo derivate dallo studio degli isotopi dell'ossigeno (δ^{18}O). a) foraminiferi bentonici (Douglas e Woodruff, 1981), b) foraminiferi planctonici (Douglas e Savin, 1978); c) resti fosfatici di pesci, e d) carbonati di alte latitudini (Kolodny e Raab, 1988). È chiaramente visibile un aumento di temperatura fino all'Albiano-Cenomaniano e successivamente una diminuzione con oscillazioni pronunciate, che raggiunge il minimo nel Maastrichtiano.

- Questi eventi sono relazionabili con fasi di regressione marina generalizzata in tutto il mondo, registrate nei sedimenti e nelle comunità faunistiche sia alle alte che alle basse latitudini[3]. Sono rimarcati da una riduzione della diversità tassonomica (con diminuzione del numero delle specie), della diversità morfologica (semplificazione dell'ornamentazione) e delle dimensioni degli esemplari nelle associazioni faunistiche ad ammoniti. Dopo le prime due estinzioni citate si ha una fase di parziale recupero delle popolazioni, fino a una nuova espansione con un netto ricambio faunistico dato dalla comparsa di nuove specie e gruppi. Questo tipo di andamento “pulsante”, di riduzione ed espansione delle popolazioni, è stato riconosciuto da tempo nel Mesozoico come negli altri periodi della storia della Terra, ed è relazionabile con l'incremento delle condizioni di stress ambientale in corrispondenza degli eventi regressivi, dovuto alla riduzione degli areali di vita, all'aumento della competizione intra-gruppo e all'aumento della pressione da parte di alcuni gruppi di predatori legati alle basse profondità[4]. Almeno i primi due eventi non sembrano però avere un grande effetto nei gruppi di ammonoidi più longevi e conservativi (Phylloceratina e Lytoceratina), che sono anche significativamente quelli ritenuti di ambiente più profondo.
- Alla fine del Maastrichtiano, un evento di estinzione di elevata magnitudine che interessa diversi gruppi faunistico-floristici, e in particolare il plancton, si verifica in concomitanza con almeno un grande evento regressivo (quello tardo-maastrichtiano, valutato in oltre 200 m sotto il livello medio marino attuale) e con un periodo di forte instabilità climatica. Questa estinzione è stata relazionata variamente, secondo diverse teorie, con uno o più impatti di asteroidi e/o con un forte aumento dell'attività vulcanica soprattutto nel subcontinente indiano (tavolato del Deccan). Entrambi i fenomeni avrebbero potuto causare una serie di fenomeni di deterioramento ambientale a scala globale, quali un raffreddamento a breve termine per l'aumento dell'albedo terrestre in seguito alle polveri e ai gas, l'oscuramento dell'atmosfera, piogge acide, avvelenamento delle acque, estesi incendi, terremoti e tsunami. Le datazioni sia dell'evento vulcanico (65,7±1,3 Ma - 65,4±1,3 Ma) che di quello astronomico (65,5 ± 0,1 Ma) sono compatibili con la datazione della transizione K-T (Cretaceo-Terziario) a 65,5 ± 0,3 Ma.
- Nel Cretaceo Superiore sia lo zooplancton[5] che il fitoplancton[6], che come abbiamo visto sono con alta probabilità legati dal punto di vista ecologico agli ammonoidi, mostrano[7] un “normale” ricambio faunistico, mentre il tasso di estinzione presenta un massimo alla fine del Maastrichtiano con un singolo evento di crisi di grande magnitudine, e successivamente altri eventi importanti nel Daniano. La fortissima riduzione del plancton in corrispondenza di questo evento è di importanza decisiva, soprattutto considerando che lo zooplancton costituiva probabilmente la dieta principale di diversi gruppi di ammoniti, e che un'eventuale riduzione o estinzione di questi avrebbe colpito anche le forme predatrici di altri ammonoidi. Inoltre, con ogni probabilità la strategia riproduttiva degli ammonoidi prevedeva uno stadio giovanile planctonico strettamente legato alle condizioni di vita dello zooplancton[8].
- Gli eventi biostratigrafici ad ammoniti del Maastrichtiano[9] mostrano che le estinzioni a livello specifico (e quindi anche dei gruppi tassonomici di ordine superiore) sono distribuite in tutto il periodo, anche se principalmente nella parte superiore, e non localizzate alla transizione Cretaceo-Paleocene. L'evento finale di estinzione è dato dalla scomparsa delle ultime specie superstiti, un evento che come ordine di grandezza è inferiore a diversi altri riportati nella storia evolutiva degli ammonoidi e in altri piani stratigrafici dello stesso Cretaceo. La documentazione paleontologica indica quindi non un singolo evento, ma una serie di eventi diluiti in un arco temporale non trascurabile (circa cinque milioni di anni), con ricambio faunistico (comparsa di nuove specie) sempre più scarso, limitato alla parte inferiore dell'intervallo temporale, e infine nullo. Tutto questo appare più in accordo con un declino graduale del gruppo dovuto a ragioni di ordine paleo-ecologico a scala globale che con un singolo evento "catastrofico" alla fine del Cretaceo.

## Concomitanza di fattori
Il quadro che emerge da tutte queste informazioni è solo apparentemente contraddittorio: ci dice infatti che il “segnale” fornito dalla successione degli eventi di estinzione è di tipo complesso e va letto su diversi piani. In effetti, tutto appare indicare cause concomitanti per l'estinzione delle ammoniti:
- Una serie ravvicinata di eventi regressivi a scala globale tra il Campaniano superiore e il Maastrichtiano, e soprattutto nel Maastrichtiano terminale, che avrebbero portato ad un aumento dello stress ambientale sul gruppo, e alla drastica decimazione di specie e individui.
- Eventi esogeni (asteroide/i) e/o endogeni (vulcanismo) a scala globale che avrebbero portato ad un deterioramento ambientale generalizzato e soprattutto all'estinzione in massa del plancton alla fine del Maastrichtiano, togliendo alle ammoniti superstiti le basi stesse per un'ulteriore ripresa ed espansione.

## Presenza di ammonoidi nel Paleogene
La presenza occasionale di ammoniti fossili in formazioni geologiche databili alla base del Paleogene è stata interpretata fino alla fine del XX secolo come il risultato dell'erosione e rideposizione di sedimenti mesozoici. Tuttavia, più recentemente, la datazione tardo-cretacica per l'estinzione totale del gruppo è stata messa in discussione sulla base di diversi ritrovamenti di ammonoidi scafitidi e baculitidi in sedimenti del Paleocene basale dell'Europa centrale (Danimarca, Paesi Bassi). Elementi relativi alla conservazione di questi reperti, all'associazione faunistica rinvenuta nei sedimenti e dati isotopici proverebbero la contemporaneità delle ammoniti rispetto ai sedimenti paleogenici e quindi la transizione attraverso il limite Cretaceo-Terziario per lo meno di alcune popolazioni di ammoniti. Anche se questo dato appare in contrasto con un'assunzione consolidata, va detto che la documentazione fossile è piuttosto discontinua a cavallo tra Cretaceo e Paleocene, a causa della presenza di lacune stratigrafiche (pochissime successioni stratigrafiche possono considerarsi pressoché complete), e potrebbe non essere effettivamente rappresentativa della distribuzione areale e verticale delle popolazioni. In ogni caso, la documentazione fossile non registra mai in misura esatta la datazione di un evento di estinzione (o anche di prima comparsa), per il semplice motivo che tra tutti gli organismi di una certa popolazione quelli che si conservano fossilizzati sono un'esigua minoranza: quindi in un periodo di declino di un determinato taxon la documentazione paleontologica può non rifletterne la presenza per mancanza o estrema rarità di esemplari fossilizzati. Questo effetto è noto come effetto Signor-Lipps (dal nome dei due paleontologi che lo hanno descritto). È quindi del tutto possibile che la rarità dei ritrovamenti fossili in relazione all'effettivo declino delle popolazioni di ammonoidi nel periodo di transizione dal Maastrichtiano superiore al Daniano (primo piano stratigrafico del Paleogene), unitamente forse ad un pregiudizio da parte dei ricercatori, abbiano portato in passato ad un'errata valutazione della data di estinzione finale di questo gruppo. Sulla base di questi dati comunque si tratterebbe di una sopravvivenza a breve termine (alcune centinaia di migliaia di anni secondo stime degli autori citati), di popolazioni relitte confinate in aree limitate, che non sposta sostanzialmente i termini della questione.